# 佼成看護専門学校
佼成看護専門学校（こうせいかんごせんもんがっこう）とは、東京都杉並区和田一丁目にあった私立看護専修学校。仏教系新宗教の宗教法人立正佼成会が設置していた。

## 沿革
- 1968年（昭和43年） - 厚生大臣から佼成高等看護学院として、看護師養成所の指定を受ける。
- 1969年（昭和44年）4月 - 学生の受け入れ開始。
- 1972年（昭和47年）11月 - 各種学校として認可を受ける。
- 1980年（昭和55年）4月 - 専修学校専門課程の認可を受け、佼成看護専門学校に改名する。
- 2020年（令和2年） - 施設の老朽化により教育の継続が困難なことから、同年度以降の学生募集を停止。
- 2022年（令和4年）3月 - 閉校。
- 2023年（令和5年）4月 - 建友商工による解体。

## 特徴
1学年35人制の定員で、担任制を採る。
授業料は公立学校並みの年間24万円と私立の看護専門学校としてはかなり低い。公立の学校に近い。

## 所在地
- 東京都杉並区和田一丁目3番14号
  - 立正佼成会附属佼成病院に隣接し、主要な実習先が徒歩20分以内にあった。